# Denis Bretin
Pour les articles homonymes, voir Bretin.
Denis Bretin, né en 1964 en Bourgogne, est un écrivain français, auteur de roman policier, de fantastique, de science-fiction et d'un ouvrage de littérature d'enfance et de jeunesse.

## Biographie
Denis Bretin étudie les sciences politiques à l'université de Lyon, où il rencontre et devient l'ami de Laurent Bonzon, né en 1964, avec lequel il écrit des romans policiers mâtinés de fantastique et de science-fiction. Il entreprend des études en philosophie et en langues orientales à la Sorbonne.
Installé à Paris, il devient administrateur du théâtre de l'Athénée de 2001 à 2002, puis occupe le poste de secrétaire général du Festival d'automne et de secrétaire général de l’Odéon-théâtre de l’Europe.
Depuis 2016, il exerce la fonction de secrétaire général au sein de la Direction de la Musique et de la Création (DMC) de Radio France.
Denis Bretin écrit seul un premier roman, intitulé Le Mort-Homme, qui remporte le Prix littéraire du Festival international du film fantastique de Gérardmer 2005. Il a également abordé en solo la littérature d'enfance et de jeunesse avec D'or que landes ou l'Étrange Aventure d'Harvey Squire, paru en 2009.
En 2013, il co-signe, en collaboration avec Laurent Bonzon et le cinéaste polonais Andrzej Żuławski le scénario du long métrage Matière noire.
En janvier 2015, il devient secrétaire général de l'Auditorium-Orchestre National de Lyon.

## Œuvre

### Roman policier
- Le Mort-Homme, Paris, Éditions de Masque, 2004  (ISBN 2-7024-3194-1) ; réédition, Paris, Éditions de Masque, Masque poche no 43, 2014  (ISBN 978-2-7024-4108-4)

### Ouvrage de littérature d'enfance et de jeunesse
- D'or que landes ou l'Étrange Aventure d'Harvey Squire, Paris, Syros, 2009  (ISBN 978-2-7485-0852-9)

### Romans écrits en collaboration avec Laurent Bonzon

#### TrilogieComplex
- Éden, Paris, Éditions du Masque, 2006  (ISBN 2-7024-3274-3) ; réédition, Paris, Pocket. Science-Fiction no 7047, 2011  (ISBN 2-266-20371-1)
- Sentinelle, Paris, Éditions du Masque, 2009  (ISBN 978-2-7024-3285-3) ; réédition, Paris, Pocket. Science-Fiction no 7048, 2011  (ISBN 2-266-20372-X)
- Génération, Paris, Éditions du Masque, 2013  (ISBN 978-2-7024-3587-8)

#### Autres romans
- La Servante du Seigneur, Paris, Éditions du Masque, 1999  (ISBN 2-7024-7901-4) ; réédition, Paris, Seuil, Points no 748, 2000  (ISBN 2-02-039278-X)
- Le Nécrographe, Paris, Éditions du Masque, 2000  (ISBN 2-7024-7941-3) ; réédition, Paris, LGF, Le Livre de poche no 17225, 2002  (ISBN 2-253-17225-1)
- Malo Mori, Paris, Éditions du Seuil, 2003  (ISBN 2-02-048502-8)
- Mickey Monster, Paris, Éditions Baleine, coll. Club Van Helsing, 2007  (ISBN 978-2-84219-423-9)
- Discount, Paris, Éditions du Masque, 2010  (ISBN 978-2-7024-3478-9)

## Adaptation
D'or que landes, feuilleton radiophonique en 5 épisodes, diffusé sur France Culture du 27 juin au 1er juillet 2011, avec Laurent Lederer , Rémi Goutalier , Alexandre Aubry , Didier  Brice, Jean-Luc Debattice, Régis Chaussard, Rebecca Stella, Josette Stein, Jacques Leplus, Grégory Quidel, Julien Barret, Hervé Colombel, Nathalie Kanoui, réalisé par Jean-Matthieu Zahnd.